# Flensborg Bryggeri
Flensborg Bryggeri (på tysk Flensburger Brauerei) er et selvstændigt privatbryggeri i Flensborg. Bryggeriet er et af de sidste, som er ikke blevet opkøbt af et af de store bryggerier. Bryggeriets slogans er Das flenst (på dansk Det flenser) og Erfrischend anders (Forfriskende anderledes). Sloganene afslutter næsten samtlige radio og TV-spots fra bryggeriet i Flensborg. I daglig tale kaldes øllet fra Flensborg også for Flens.
Selv om andre bryggerier af økonomiske grunde gik over til flasker med kapsler, beholdt bryggeriet i Flensborg bevidst flaskerne med patentlåg. Dette viste sig at være en god strategi, da patentproppen med tiden fik en stor reklameværdi for Flensburger Brauerei.
Lyden, som opstår, når en patentflaske åbnes (Plop), blev i mellemtiden indbegrebet af øllet fra Flensborg. Som følge heraf indgik plop-lyden i bryggeriets markedsføring.
I de sidste 20 år blev sortimentet udvidet med en række nyere ølvarianter. Blandt dem er også Bölkstoff, som er den populære nordtyske tegnefigurs Werners betegnelse for øl. I 1993 skabte bryggeriet med Flensburger Frei Flensborgs første alkoholfrie øl. I 2007 kom Flensburger Kellerbier, et nyt økologisk produceret øl på markedet.
Vandet til Flensborg-øllet hentes fra et cirka 240 meter dybt underjordisk vandreservoir, som stammer fra den seneste istid i Skandinavien.

## Historie
Bryggeriet blev etableret den 6. september 1888. Dengang fandtes der cirka 20 små bryggerier i byen. I 1919 fusionerede bryggeriet med et andet større flensborgensisk bryggeri.
I 1959 blev den lille bryggeri Clausen Fuglsang fra Husum opkøbt. Efter en storbrand i 1961 blev produktionsbygningen genopbygget. Siden 2001 produceres efter nye miljøvenlige metoder.

## Markedsføring
Patentflasken og den lidt skæve og særegne nordtyske eller slesvig-holstenske humor danner fundamentet for det meste af bryggeriets markedsføring. Bryggeriet har gennem de senere år primært satset på markedsføring via fjernsyn og radio samt visning af reklamer i forbindelse med biograffilm i Slesvig-Holsten.
Plop-lyden er fortsat kendetegnende for Flensborg Bryggeriet og selv om bryggeriets markedsandel ligger kun på 1% af det samlede tyske marked, så kender de fleste tyskere mærket Flensburger.
Gennem de sidste år har reklamefilmene fra Flensborg Bryggeriet vundet adskillige priser for de humoristiske og kreative reklamer. En del film fra 1990'erne blev instrueret af den holstenske skuespiller og filmskaber Detlev Buck. De nyeste reklamer kom i 2009 og har ændret en smule på bryggeriets image. På YouTube vises en række reklamespots, som er set omkring 120.000 gange.

## Ølmærker
Den klassiske Flensborg Pilsner er bryggeriets første ølvariant fra det sene 19. århundrede. Siden er flere varianter kommet til.

### Egne mærker
- Flensburger Pilsener pilsner (4,8 % vol.)
- Flensburger Bierbrand destilleret bockøl (38 % vol.)
- Flensburger Biermix øl med juice (2,4 % vol.)
- Flensburger Dunkel mørk øl (4,8 % vol.)
- Flensburger Frei alkoholfri øl
- Flensburger Gold klar lagerøl (4,8 % vol.)
- Flensburger Kellerbier naturligt uklar biologisk lagerøl
- Flensburger Malz alkoholfri maltøl
- Flensburger Radler øl med sodavand
- Flensburger Weizen hvedeøl (5,1 % vol.)
- Flensburger Wasser mineralvand
- Flensburger Winterbock undergæret stærk lagerøl (bock) (7,0 % vol.)

### Andre mærker
- Bölkstoff undergæret lagerøl
- Unser Norden (4,8 % Vol.), Alster (Blandingsdrik, 2,5 % Vol.) og alkoholfri.
- Popp-Bier – erotisk øl, markedsføres gennem Beate Uhse AG, handles i Beate-Uhse-Sexshops samt en række supermarkeder.
- Wacken Skoal – officielt øl på Wacken Open Air

## Fodnoter
1. ↑  "Flensborg Pilsner reklame på youtube". Arkiveret fra originalen 25. marts 2016. Hentet 9. august 2015.

54°46′44″N 9°26′10″Ø / 54.77889°N 9.43611°Ø